# 撞球術語列表
本條目囊括基本的撞球術語與其概要。
漢語拼音：1-9 A B C D E F G H I J K L M N O P Q R S T U V W X Y Z
注音符號：1-9 ㄅ ㄆ ㄇ ㄈ ㄉ ㄊ ㄋ ㄌ ㄍ ㄎ ㄏ ㄐ ㄑ ㄒ ㄓ ㄔ ㄕ ㄖ ㄗ ㄘ ㄙ ㄚ ㄛ ㄜ ㄝ ㄞ ㄟ ㄠ ㄡ ㄢ ㄣ ㄤ ㄥ ㄦ ㄧ ㄨ ㄩ

## 1-10

### 14.1
14.1：一種花式撞球的競賽方式，使用白色母球及15顆花球，每次打完14顆花球後，留下1顆以衝開重新排成三角堆的14顆花球。

### 1桿進洞
1桿進洞 9-ball in：在9號球競賽中，開球者一開球就把9號球打進袋而贏得該局。

### 8號球
8號球：一種花式撞球的競賽方式，使用白色母球及15顆花球，雙方各自由1號及15號球按順序將球打進袋，先打進8號球者獲勝。

### 9號球
9號球：一種花式撞球的競賽方式，使用白色母球及1至9號花球，衝球後依號碼序擊球以令其本身或碰撞他球進袋，先打進9號球者獲勝。

### 10號球
10號球：10號球的規則主要為需要“ 指定進球”，以號碼1~10的10個目標球以及1個母球來進行。從數字最小的號碼球依序往上打起；不論何時，打者必須先用母球擊中檯面上號碼最小的目標球才算合法的擊球。如果開球時就衝進了10號球，則10號球必須重新擺回頭點的位置，衝球者可以繼續打擊。每次打擊時僅能指定單一目標球，衝球除外(不需指定)。

## A

### 安全球
安全球：
1. 安全球（Safety）：击球的目的不是为了将球送入袋口而是让对手在下一杆的时候没有进球的机会。
2. 安全球（Push out）：在9號球競賽中，緊接着合法開球後，出桿者可選擇打安全球，亦即將母球打至任一位置，不一定要碰觸任何子球或顆星。在打安全球之前，選手必須聲明意圖，否則即屬犯規。打完安全球後，其對手有權選擇就目前的狀況繼續出桿，或將出桿權再交給打安全球的選手。不過不可以把母球打落袋，否則即屬犯規，對手可自由操控母球。

### Anchor
沉球，意思是将一颗球打至贴库(顆星)。（美式英语叫Anchor，英式英语叫Tight）

### angled ball
当某一颗球（多为母球）的球路被袋角挡住，导致不能完成有效击打，这颗球就被称为Angled Ball。也可以称为Corner-hooked，tittie-hooked或者titty-hooked。

## B

### 比球
比球、猜球（banking）： 比賽開始前，選手所擊出的第一桿來爭奪開球權。 

### 比赛
比赛（Match）：约定或规定好的若干场球为一次比赛。

## C

### 巧克粉

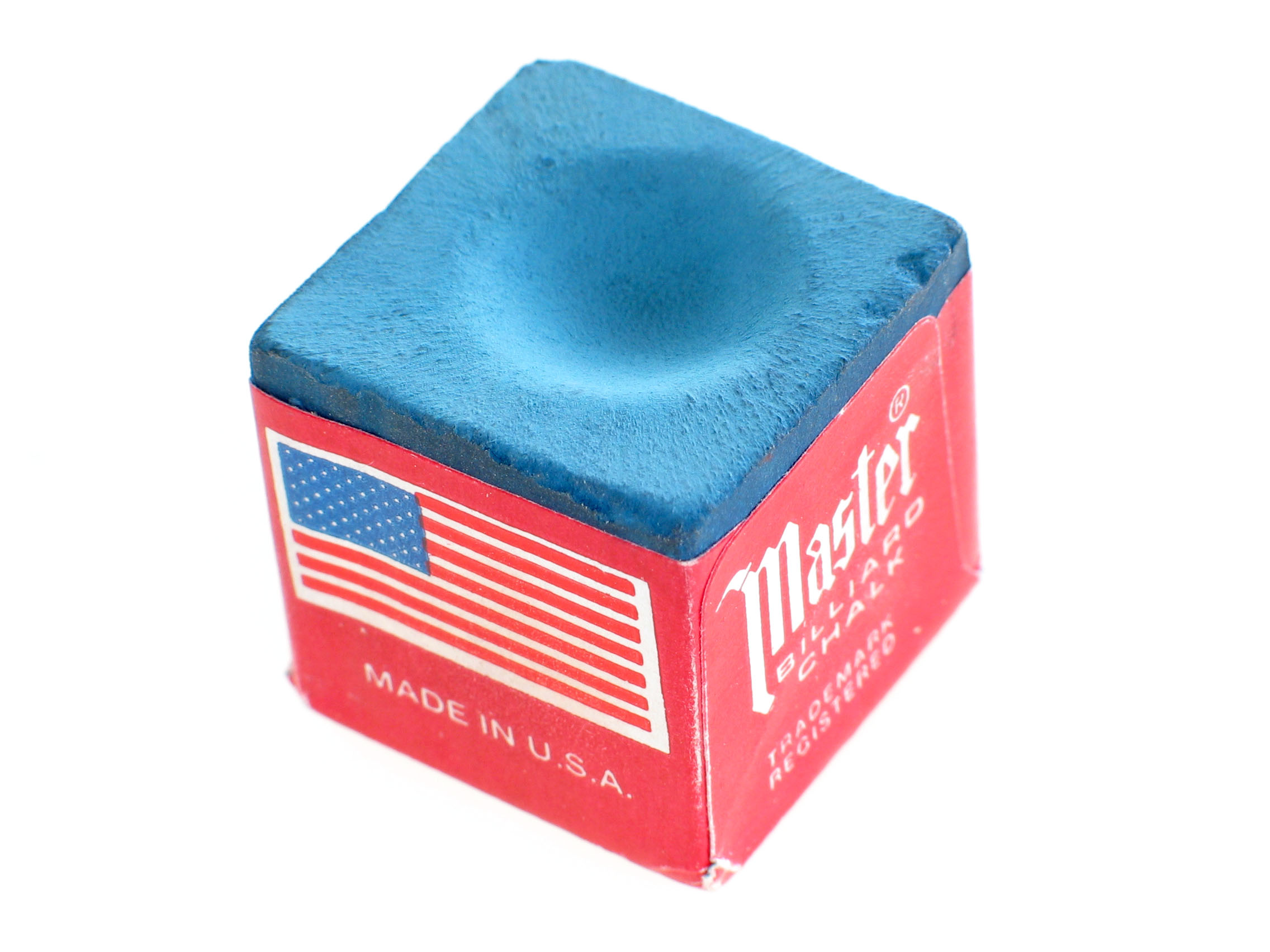
巧克

巧克（Chalk）：一種由粉末狀物質組成的立方體，通常為藍色，用來抹在球杆的尖端，增加與母球的摩擦力且減低滑杆的發生。

### 场
场（Game）：约定或规定好的若干局为一场球，正式比赛一场球通常是五局三胜或七局四胜，或九局五胜。

### 重置黑球
重置黑球（Respotted black）：在司諾克競賽中，当一局打完双方分数相等时，需要将黑球重新放回台面。这时候，只要将此黑球打入袋或是一方犯规均可判定这一局的胜负。

## D

### 单杆破百
單桿破百（Century break）：在司諾克撞球中，一杆球连续得分等于或超过100分。在正式比赛中单杆破百会被官方记录。

### 定桿
定桿（Stun shot）：當母球打擊線與目標球趨近於直線時，擊出母球，且使母球撞擊到目標球後，停留在原地不動(當非直線擊球時則移動極小距離)的桿法。限一般桿和衝撞桿使用。定桿之母球擊球點，隨母球與子球間之距離而定，距離越長，則打點需越低。

### 凍結球
凍結球（Frozen ball）：球接觸球檯邊後停止不動或是球互相碰撞後停住相連在一起的狀態。 

## E

### 俄式撞球
俄式撞球（Russian billiards）：一種落袋式撞球，使用紅色母球及15顆白色號碼球，主要流行於前蘇聯各國及芬蘭。俄式撞球使用的球較大，袋口較小，是所有撞球運動家族中，進球難度最高的。

## F

### 犯規
犯規（Foul）：九號球打法中，犯規後除了將擊球權讓給對手外，若有設定犯規彩金的話，還會因此扣犯規金幣。

### 反射角
反射角（angle of reflection）：球碰到库(顆星)后，弹出的方向与库(顆星)垂直线（法线）的夹角。

## G

### 灌球
灌球（花式撞球主要叫Bank，司諾克叫Double）：子球碰「顆星」後反彈入袋口的技法。

### 高杆
高杆（Top spin）：击球时球杆击打主球中心偏上位置，使得主球在与目标球碰撞后继续加速前进。

### 跟球
跟球（Roll through）：使用高杆击打主球，使得主球与目标球碰撞后，目标球向前运动而主球也随后跟进。

## H

### 花式撞球

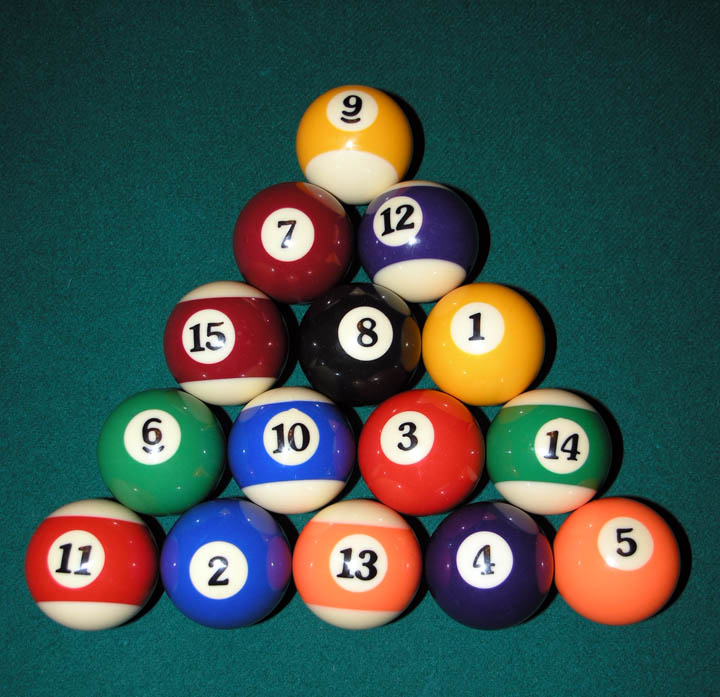
排成三角堆的花球

花式撞球（Pool）：落袋式撞球的一種，使用1顆白色母球及15顆各色花球，其主要的競賽方式有14.1、8號球、9號球等。

### 花球
花球：花式撞球所使用的子球，共有15顆，以其色彩繽紛而得名。其中標號1到7底色分別為黃、藍、紅、紫、橘、綠、棕的純色，稱為「小花球」；標號9到15底色順序同上，但為白底帶狀色，稱為「大花球」；標號8為黑球。

### 滑桿
滑桿（Miscue）：球桿擊打母球時自母球表面滑過，而造成擊球失誤。通常原因為巧克沒有抹勻，或擊球位置太邊緣。 

### 活球
活球（Ball on）：可以用主球合法撞击入袋的球。

### 黃金開球
黃金開球 9-ball in：請參考1桿進洞。9球比赛中，开球时将9球打进袋中，开球方直接获胜。

## J

### 腳顆星
腳顆星（Foot rail）：撞球檯四周的護欄中，靠近三角框的那一端的短邊

### 局
局（Frame）：从开球开始，直至击落所有的球或打满规定的分数，或打到规定的时限称为一局。

### 借球
借球（Carom shot）：讓母球撞擊目標球後，使目標球又撞擊其他子球，並且使目標球進袋的打法，稱為借球。 

## K

### 開侖
開侖（Carom）：一種球台無袋口的撞球，擊球的目的在於使母球依各種規定方式及次數碰撞子球或台邊。

### 開球
開球、衝球（break shot）：比賽開始的第一球。 

### 开球区
开球区（Baulk area）：开球线及其半圆围成的区域。
美洲傳過來的，開球區也可叫做kitchen。

### 顆星
顆星（cushion）：球檯的四邊稱為顆星，較短的邊稱為短顆星，較長的邊稱為長顆星。 

### 空杆
空杆（Miss）：击球选手未首先击打活球并被裁判认定没有尽全力击球。这时对手可以要求将球放回击球前的状态重打。

## L

### 拉杆
拉杆時，球杆瞄準母球中心以下的位置，使得母球反方向旋轉，雖然母球仍往前移動，但在碰到目標球後，便往後移動。往後移動的距離會依力道大小和瞄準位置有所不同。拉杆時，母球若碰到顆星邊，會有不同角度的反射。
拉杆（Back spin）：通过击打主球球心偏下的位置使主球与目标去碰撞后往后旋退回。又称“缩杆”，“回旋球”。
拉桿(球) Draw shot 打擊在母球的下方，使母球逆向旋轉，限一般桿和衝撞桿使用。 

## M

### 母球
母球（Cue ball）：撞球比賽中撞球桿唯一可以直接打擊的球。母球在任何撞球項目中都使用到，大部分為白色，亦有使用黃色或紅色者。有些比賽會使用有紅點或其他色點的母球，以方便裁判觀察其轉動情形。

### 母球洗袋
母球洗袋（Scratch）：在司諾克、花式撞球等母球入袋屬於犯規的競賽中，不慎讓母球入袋時稱之。 

### 目標球
目标球（Object ball）：除主球外剩下的都是目标球，包括红色球和彩色球。在九號球遊戲規則中泛指桌面上號碼最小的子球。目标球不可直接用球杆击打。

### 满分杆
满分杆（Maximum break）：在司諾克競賽中一次連續擊球獲得滿分147分，選手必須打進15顆紅球及接續的黑球，然後清光枱面上的色球。

## P

### 入袋
入袋（Pot）：将球击入球袋。

## Q

### 清杆
清台、清杆（Clearance、Clean table）：一杆将台面上剩下的球全部打入袋。

### 前節
前節（Shaft）：撞球桿的前半部，較細。 

### 曲球
曲球：請參考扎杆。

## R

### 入袋
入袋（Pot）：将球击入球袋。

### 入射角
入射角（Angle of Incidence）：球撞向库(顆星)的角度，大小为入射的方向及库(顆星)垂直线（法线）的夹角。这一短语（Angle of Incidence）早在1953年就开始被使用。

## S

### 偏杆
偏杆（Side, Side spin）：通过击打主球球心偏侧位置，用于改变主球吃库(碰顆星)后反弹的角度。

### 司諾克
司諾克（Snooker）：
1. 一種落袋式撞球的競賽方式，使用白色母球、15顆紅球及6顆不同顏色的色球。每次打進紅球後，可選擇打進不同色球以得不同分數，但色球打進後需拾回重置台面上。打完所有紅球後，再依規定順序將色球打進袋。最終以得分較高者勝。
2. 在司諾克撞球中，一击后，由于死球的阻碍使得对手不能够击打主球使其同时直线完全通过任意球的两边，即称为斯诺克。对手被称为被做斯诺克（snookered）。当即使获得台面上的最高分数仍落后对手的时候，就需要通过做斯诺克来迫使对方失误犯规罚分。

### 三顆星
三顆星：一種開侖撞球競賽方式，使用紅、黃、白球各一個，白球和黃球都是母球，雙方各選一顆當作自己的母球。擊球後母球必需碰到其他兩顆球，而且在碰到第二顆球之前，母球必須最少碰台邊三次，才能得分。

### 三球競賽
三球競賽：一種開侖撞球競賽方式，使用一顆母球與兩顆子球。選手擊球後，只要令母球先後撞及兩顆子球即可得分。

### 三角框
三角框（Rack）：排球專用的正三角形木框。 

### 三角框排球
三角框排球（Rack the balls）：用三角框把球排好

### 色球
- 色球（Colour）：在司諾克撞球中，指非红色的目标球，共6个即黄、绿、棕、蓝、粉、黑色球。

### 勝局
勝局 （Race）：在9號球比賽中，規定選手需贏得一定局數才能算獲勝。如共需贏得七局，稱為「搶七」，第7局即為勝局。 

### 双着
双着（Cannon）：主球在一击球期间与两个目标球接触。

## T
-{zh-hans:

### 台球
台球（Billiard）：Pool通常是指美式花式撞球。

### 台球杆
台球杆（Cue）：撞球比赛中用来撞击球的杆子，撞球杆最前端接触球的部分称为皮头。

### 台球场
撞球场、撞球馆、撞球间（Pool hall）：提供人们打撞球的场所。

### 台球桌
撞球桌：撞球运动使用的桌子，一般分成无袋口的开仑球桌及有六个袋口的落袋式球桌；又依据各种竞赛场合的需要，各分成数种大小不同的尺寸。;zh-hant: }-

### 跳球
跳球（Jump shot）：打擊母球後，可以使母球跳離檯面，限跳桿使用。 

### 推杆
推杆時，球杆瞄準母球中心以上的位置，使得母球順著前面方向旋轉，因此母球的行進速度會加快。在碰撞目標球或顆星邊後，反射的角度會加大。
推桿(球) Follow shot (top spin) 打擊在白球的上方，當母球撞擊到目標球時，可以使母球不會停留在原地，會滑行一段距離才停止，限一般桿和衝撞桿使用。 
推杆（Push shot）:主球撞击目标球时球杆皮头仍与主球接触，是犯规的一种。但如果主球与目标球几乎相贴或是主球很轻微的接触到目标球边缘，则不判作推杆。

### 頭顆星
頭顆星（Head rail）：撞球檯四周的護欄中，靠近發球區的那一端的短邊。

### 頭線
頭線（Head line）：球檯的長邊上，由頭顆星那一邊算來第2個點相連成的線，即開球線。 

### 頭點
頭點（Head spot）：開球線(頭線)上的中間點。 

### 贴球
贴球（Touching ball）：主球与其它球相接触的情形称为贴球。击球选手必须将主球打开而不能使与其相贴的球移动，否则就造成推杆。击球选手已声明将其作为活球击打则除外。

## W

### 吻球
吻球（Kiss）：两个球轻微的接触。

### 吻球勝
吻球勝（KissWin）：在9號球競賽中，讓母球撞擊目標球後，使目標球撞擊9號球以令其入袋，因而贏得該局。 

### 无意识救球
无意识救球（Foul and miss）：
1.解球时，母球因为力度不够而没有碰到目标球。
2.斯诺克比赛中，选手至少可以看到一颗目标球，但出于某些考虑（如下球困难，或者担心给对手留下机会），而采用其他方式击打更困难或是根本看不到的目标球。
3.可以利用库(顆星)边而且不需要加旋转就能解的SNOOKER，而选手却用强烈的旋转或扎杆造成未解到目标球的。
4.可以用简单的线路或杆法解的SNOOKER，反而选择难度更高的解法而导致犯规。

## X

### 下塞
出下塞杆時，球杆需瞄準母球中心的左邊或右邊，因此母球在碰撞顆星邊時，反射角度會有所不同，行進路徑也就不同。球杆瞄準母球中心左側稱為「下左塞」，右邊稱為「下右塞」。

### 下塞球
下塞球 English shot

### 香蕉球
香蕉球（Swerve）：擊球讓主球強烈旋轉使其在前進過程中突然轉向繞過障礙球，通常用來解救高難度的司諾克。

### 下球线路
下球线路（Aiming Line）：目标球进入袋口的线路，通常是袋口中心与目标球中心的连线。

## Y

### 一顆星
一顆星 One cushion：
1. 母球彈到顆星一次。

### 一杆球
一杆得分（Break）：在開侖、司諾克等計分競賽項目裡，击球者从击球得分开始，直至击球因未中或犯规而停止击球，这样连续得分为一杆得分。

### 右塞球
右塞球 （Left English）：撞擊母球中心點偏右側，使母球產生旋轉。 

### 延長時間
延長時間 （Extension）：在計時比賽中延長比賽時間。

### 英式撞球
英式撞球（English Billiards）：一種結合開侖撞球觀念的落袋式撞球，使用白色、黃色母球各一顆，及一顆紅色子球，主要流行於英國及東南亞各國。擊球後母球先後碰撞另外兩顆球（開侖）、將其他球擊入袋、母球碰撞他球後本身入袋，均可以得分。

## Z

### 自由球
自由球（Cue ball in hand/Ball-in-hand）：
1. （主要花式撞球用）在某些撞球競賽項目裡，當對手犯規時，擊球者可在球桌上任意擺放母球的位置，方便進攻下一球。
2. （主要司諾克用）在犯规后出现斯诺克时（白球被紅色球以外的顏色球阻到），击球方可指定桌上任何一個紅球以外的顏色球为目标球，入球的話會以紅球分數計分。

自由球（Partie Libre）：一種開侖撞球的競賽方式。

### 組合球
組合球 （Combination shot）：讓母球撞擊目標球後，使目標球又撞擊其他子球，簡稱Kiss球。 
组合球（Plant）:主球在击中一个球后，那球又使得其它球入袋。只有当这两个球都是红球或者一开始主球击中的是一个自由球且入袋的那个球在自由球指定之前的正常情况下是个活球的时候，组合球才不算犯规。

### 左塞球
左塞球 （Right English）：撞擊母球中心點偏左側，使母球產生旋轉。 

### 作球
作球 （Position play）：控制母球的旋轉和速度，使其得到擊打下一顆目標球之最佳位置。 

### 扎杆
扎杆（Masse、Masse shot，也叫剁桿）：击球时，将球杆几乎与台面垂直地击打母球，使母球因强烈的旋转而產生弧形的滾動路徑。

### 障礙線
障礙線（Balkline）：
1. 一種開侖撞球競賽方式，其檯面用縱橫直線劃分成六大格或九大格，每條線與檯邊交會處再畫有一個邊長17.8公分的小方格。規則限制擊球者在大格及小方格內的連續撞擊次數，以防止選手將球集中而無限制得分。
2. 障礙線競賽檯面上所畫的線條。

-{zh-hant:

### 撞球
撞球 （Billiard）：Pool通常是指美式花式撞球。

### 撞球桿
撞球桿 （Cue）：撞球比賽中用來撞擊球的桿子，撞球桿最前端接觸球的部分稱為皮頭。 

### 撞球場
撞球場、撞球館、撞球間 （Pool hall）：提供人們打撞球的場所。

### 撞球桌
撞球桌：撞球運動使用的桌子，一般分成無袋口的開侖球桌及有六個袋口的落袋式球桌；又依據各種競賽場合的需要，各分成數種大小不同的尺寸。;zh-hans: }-